# Calyptratae
Calyptratae или калиптратные двукрылые — одна из двух основных групп щеленосных мух (Schizophora). Считаются наиболее продвинутыми представителями отряда Diptera. Свое название получили благодаря хорошо развитой нижней калиптеру (англ. lower calypter), или грудной закрыловой чешуйке — пластинке в основании крыла, которая прикрывает жужжальце. Другими отличительными признаками калиптратных двукрылых считаются, в частности, наличие шва на дорсальной стороне второго членика антенн и расположение 2-5 пар грудных дыхалец на тергитах. Группа включает более 20000 видов, относящихся к таким распространенным семействам как Muscidae, Calliphoridae, Tachinidae и др.